# Powiat Magliasina
Magliasina (wł. Circolo di Magliasina) – powiat w Szwajcarii, w kantonie Ticino, w okręgu Lugano. Siedziba administracyjna powiatu znajduje się w miejscowości Caslano. 
Powiat składa się z pięciu gmin (comune) o powierzchni 10,57 km² i o liczbie mieszkańców 8 205.

## Gminy
| Nazwa gminy | Liczba mieszkańców 31 grudnia 2021 | Powierzchnia km² |
| ----------- | ---------------------------------- | ---------------- |
| Caslano     | 4 373                              | 2,79             |
| Curio       | 595                                | 2,75             |
| Magliaso    | 1 616                              | 1,10             |
| Neggio      | 333                                | 0,89             |
| Pura        | 1 363                              | 3,04             |